# Neokochia
Neokochia es un género de plantas fanerógamas con dos especies pertenecientes a la familia Amaranthaceae. Es originario de Norteamérica.

## Taxonomía
El género fue descrito por (Ulbr.) G.L.Chu & S.C.Sand. y publicado en Taxon 60(1), p. 51-78. 2011.

## Especies
- Neokochia americana (S. Watson) G. L. Chu & S .C. Sand.
- Neokochia californica (S. Watson) G. L. Chu & S. C. Sand.